# Sad Wings of Destiny Tour
Sad Wings of Destiny Tour es la séptima gira de conciertos de la banda británica de heavy metal Judas Priest, en promoción al álbum Sad Wings of Destiny de 1976. Comenzó el 6 de abril de 1976 en el The Plaza de Truro y culminó el 27 de mayo del mismo año en el Teatro Apollo Victoria de Londres. Posteriormente dieron dos conciertos fuera del tour inicial programado; el 20 de junio en Londres y el 25 de junio en Saarijärvi, Finlandia
Contó solo con diecinueve presentaciones por varias ciudades de Inglaterra y una en Finlandia, convirtiéndola en la más corta desde In for the Kill! Tour de principios de 1974. Aun así y de acuerdo a Rob Halford fue un gran éxito, ya que por primera vez tocaron en todos los conciertos como artista principal. Por otro lado, es la última gira con el baterista Alan Moore que antes de grabar su siguiente producción renunció a la banda.

## Lista de canciones
A diferencia de sus anteriores giras, esta contó con un solo listado de canciones y que fue interpretada en todos los conciertos. A continuación el setlist dado en St Albans el 17 de abril.
1. «Prelude»
2. «Tyrant»
3. «The Ripper»
4. «Dreamer Deceiver»
5. «Victim of Changes»
6. «Island of Domination»
7. «Cheater»
8. «Rocka Rolla»
9. «Never Satisfied»

## Fechas
| Fecha       | País       | Ciudad          | Recinto                  | Notas                             |
| ----------- | ---------- | --------------- | ------------------------ | --------------------------------- |
| 6 de abril  | Inglaterra | Truro           | The Plaza                |                                   |
| 9 de abril  | Inglaterra | Cambridge       | Corn Exchange            |                                   |
| 12 de abril | Inglaterra | Birmingham      | Town Hall                | teloneados por Zipper Kids        |
| 14 de abril | Inglaterra | Malvern         | Malvern Winter Gardens   |                                   |
| 17 de abril | Inglaterra | St Albans       | City Hall                |                                   |
| 18 de abril | Inglaterra | Croydon         | The Greyhound            |                                   |
| 25 de abril | Inglaterra | Swindon         | Wyvern Theatre           |                                   |
| 30 de abril | Inglaterra | Newcastle       | Mayfair Ballroom         |                                   |
| 4 de mayo   | Inglaterra | Blackburn       | King George's Hall       |                                   |
| 6 de mayo   | Inglaterra | Leeds           | Leeds Polytechnic        |                                   |
| 8 de mayo   | Inglaterra | Essex           | Harlow Technical College |                                   |
| 9 de mayo   | Inglaterra | Guilford        | Civic Hall               |                                   |
| 11 de mayo  | Inglaterra | Dunstable       | Queensway Hall           |                                   |
| 12 de mayo  | Inglaterra | Southend-on-Sea | Kuursal Ballroom         |                                   |
| 13 de mayo  | Inglaterra | Maidenhead      | Skindles Hotel           |                                   |
| 14 de mayo  | Inglaterra | Slough          | Slough College           |                                   |
| 15 de mayo  | Inglaterra | Woolwich        | Thames Polytechnic       |                                   |
| 27 de mayo  | Inglaterra | Londres         | Apollo Victoria Theatre  |                                   |
| 20 de junio | Inglaterra | Londres         | Roundhouse Theatre       | teloneados por Isotope y Alkatraz |
| 25 de junio | Finlandia  | Saarijärvi      | Midsummer Festival       |                                   |

## Músicos
- Rob Halford: voz
- K.K. Downing: guitarra eléctrica
- Glenn Tipton: guitarra eléctrica
- Ian Hill: bajo
- Alan Moore: batería